# Anthony Modeste
Anthony Mbu Agogo Modeste (Cannes, 14 aprile 1988) è un calciatore francese, attaccante dell'Intercity.

## Biografia
Anche suo padre Guy è stato un calciatore.

## Carriera

### Club

#### Nizza
Inizia la sua carriera nelle giovanili del Nizza. Nel 2007, a soli 19 anni, debutta in prima squadra collezionando 20 presenze e una rete. L'anno seguente, confermato tra i professionisti, sigla due reti in 22 partite complessive.

#### Angers e Bordeaux
Nel 2009 passa in prestito all'Angers in Ligue 2. A fine anno saranno 20 le reti in 37 partite. Grazie a questa ottima stagione, Modeste attira le attenzioni di grandi club francesi ed inglesi. Nel 2010, per 3.5 milioni di euro, passa al Bordeaux firmando un contratto quadriennale. Complice il poco spazio e qualche infortunio, gioca al di sotto delle aspettative ed in 2 anni segna solo 13 reti in 52 partite giocate.

#### Bastia e Hoffenheim
Nel 2012 si trasferisce in prestito al Bastia, dove ottiene il suo riscatto e, in 36 partite sigla ben 15 goal. Attira nuovamente l'attenzione di grandi club e viene ceduto a titolo definitivo all'Hoffenheim, in Bundesliga, squadra in cui in due anni realizza 19 reti in 55 presenze.

#### Colonia e Tianjin Quanjian
Nel 2015 passa al Colonia, dove colleziona 45 gol tra campionato e coppa, attirando l'attenzione del club cinese Tianjin Quanjian, squadra allenata da Paulo Sousa, che formula un'offerta per il prestito con obbligo di riscatto fissato a 29 milioni di euro. Viene riscattato così il 1º luglio 2018.

#### Doppio ritorno al Colonia e Saint-Ètienne
L'esperienza in Cina non lo convince quindi decide di tornare al Colonia a parametro zero già nel novembre del 2018.
Nella stagione 2018-2019 conquista la Zweite Bundesliga e di conseguenza la promozione nella divisione massima grazie anche a un suo grande apporto in zona offensiva.
Nel gennaio del 2021 si trasferisce a titolo temporaneo per metà stagione al Saint-Étienne, in cui totalizza 7 presenze in campionato.
Nella stagione 2021-2022 mette a segno 20 gol su 32 presenze in campionato guadagnando il quarto posto nella classifica marcatori, e conquista la qualificazione in UEFA Europa Conference League tramite il settimo posto.

#### Borussia Dortmund e Al-Ahly
L'8 agosto 2022 viene ufficializzato il suo trasferimento al Borussia Dortmund per sostituire il neo-acquisto Sébastien Haller a cui è stato diagnosticato un tumore ai testicoli. Con i gialloneri esordisce per la prima volta anche in Champions League, il 6 settembre 2022, nella vittoria interna per 3-0 contro il Copenaghen. Il 12 settembre 2023 firma per gli egiziani dell'Al-Ahly. Nel 2024, si laurea campione della CAF Champions League, battendo nel doppio incontro l'Espérance de Tunis.

### Nazionale
Ha fatto parte della nazionale francese Under-21. Il 31 maggio 2008 ha fatto il suo esordio in amichevole contro la Svezia Under-21, subentrando ad inizio secondo tempo al compagno Sylvain Marveaux.
La prima rete, delle 6 totali in 16 presenze, arriva nell'amichevole successiva contro la Polonia Under-21 (2-2 finale).

## Statistiche

### Presenze e reti nei club
Statistiche aggiornate al 24 luglio 2023
| Stagione                | Squadra                 | Campionato              | Campionato | Campionato | Coppe nazionali | Coppe nazionali | Coppe nazionali | Coppe continentali | Coppe continentali | Coppe continentali | Altre coppe | Altre coppe | Altre coppe | Totale | Totale |
| Stagione                | Squadra                 | Comp                    | Pres       | Reti       | Comp            | Pres            | Reti            | Comp               | Pres               | Reti               | Comp        | Pres        | Reti        | Pres   | Reti   |
| ----------------------- | ----------------------- | ----------------------- | ---------- | ---------- | --------------- | --------------- | --------------- | ------------------ | ------------------ | ------------------ | ----------- | ----------- | ----------- | ------ | ------ |
| 2007-2008               | Nizza                   | L1                      | 20         | 1          | CF+CdL          | 1+1             | 0               | -                  | -                  | -                  | -           | -           | -           | 22     | 1      |
| 2008-2009               | Nizza                   | L1                      | 22         | 2          | CF+CdL          | 1+4             | 1+1             | -                  | -                  | -                  | -           | -           | -           | 27     | 4      |
| Totale Nizza            | Totale Nizza            | Totale Nizza            | 42         | 3          |                 | 7               | 2               |                    | -                  | -                  |             | -           | -           | 49     | 5      |
| 2009-2010               | Angers                  | L2                      | 37         | 20         | CF+CdL          | 2+1             | 0               | -                  | -                  | -                  | -           | -           | -           | 40     | 20     |
| 2010-2011               | Bordeaux                | L1                      | 37         | 10         | CF+CdL          | 2+2             | 1+1             | -                  | -                  | -                  | -           | -           | -           | 41     | 12     |
| 2011-gen. 2012          | Bordeaux                | L1                      | 15         | 3          | CF+CdL          | 1+1             | 0               | -                  | -                  | -                  | -           | -           | -           | 17     | 3      |
| Totale Bordeaux         | Totale Bordeaux         | Totale Bordeaux         | 52         | 13         |                 | 6               | 2               |                    | -                  | -                  |             | -           | -           | 58     | 15     |
| 2011-gen. 2012          | Bordeaux 2              | CFA                     | 1          | 0          |                 | -               | -               | -                  | -                  | -                  | -           | -           | -           | 1      | 0      |
| gen.-giu. 2012          | Blackburn               | PL                      | 9          | 0          | FACup+CdL       | 0+0             | 0               | -                  | -                  | -                  | -           | -           | -           | 9      | 0      |
| 2012-2013               | Bastia                  | L1                      | 36         | 15         | CF+CdL          | 0+2             | 2               | -                  | -                  | -                  | -           | -           | -           | 38     | 17     |
| 2013-2014               | Hoffenheim              | BL                      | 29         | 12         | CG              | 4               | 2               | -                  | -                  | -                  | -           | -           | -           | 33     | 14     |
| 2014-2015               | Hoffenheim              | BL                      | 26         | 7          | CG              | 3               | 2               | -                  | -                  | -                  | -           | -           | -           | 29     | 9      |
| Totale Hoffenheim       | Totale Hoffenheim       | Totale Hoffenheim       | 55         | 19         |                 | 7               | 4               |                    | -                  | -                  |             | -           | -           | 62     | 23     |
| 2015-2016               | Colonia                 | BL                      | 34         | 15         | CG              | 2               | 3               | -                  | -                  | -                  | -           | -           | -           | 36     | 18     |
| 2016-2017               | Colonia                 | BL                      | 34         | 25         | CG              | 3               | 2               | -                  | -                  | -                  | -           | -           | -           | 37     | 27     |
| 2017                    | Tianjin Quanjian        | CSL                     | 8          | 7          | CC              | 0               | 0               | -                  | -                  | -                  | -           | -           | -           | 8      | 7      |
| mar.-ago. 2018          | Tianjin Quanjian        | CSL                     | 12         | 4          | CC              | 1               | 0               | ACL                | 8                  | 5                  | -           | -           | -           | 21     | 9      |
| Totale Tianjin Quanjian | Totale Tianjin Quanjian | Totale Tianjin Quanjian | 20         | 11         |                 | 1               | 0               |                    | 8                  | 5                  |             | -           | -           | 29     | 16     |
| nov. 2018-2019          | Colonia                 | ZL                      | 10         | 6          | CG              | -               | -               | -                  | -                  | -                  | -           | -           | -           | 10     | 6      |
| 2019-2020               | Colonia                 | BL                      | 27         | 4          | CG              | 2               | 0               | -                  | -                  | -                  | -           | -           | -           | 29     | 4      |
| 2020-gen. 2021          | Colonia                 | BL                      | 8          | 0          | CG              | 1               | 1               | -                  | -                  | -                  | -           | -           | -           | 9      | 1      |
| gen.-giu. 2021          | Saint-Étienne           | L1                      | 7          | 0          | CF              | 1               | 0               | -                  | -                  | -                  | -           | -           | -           | 8      | 0      |
| 2021-2022               | Colonia                 | BL                      | 32         | 20         | CG              | 2               | 2               | -                  | -                  | -                  | -           | -           | -           | 34     | 22     |
| Totale Colonia          | Totale Colonia          | Totale Colonia          | 131        | 62         |                 | 10              | 8               |                    | -                  | -                  |             | -           | -           | 141    | 70     |
| 2022-2023               | Borussia Dortmund       | BL                      | 19         | 2          | CG              | 3               | 0               | UCL                | 7                  | 0                  | -           | -           | -           | 29     | 2      |
| 2023-2024               | Al-Ahly                 | PL                      | 17         | 4          | CE              | 2               | 1               | CCL+AFL            | 6+3                | 0+0                | SE+SC+CmC   | 2+0+1       | 1+0+0       | 31     | 6      |
| Totale carriera         | Totale carriera         | Totale carriera         | 425        | 149        |                 | 42              | 19              |                    | 24                 | 5                  |             | 3           | 1           | 494    | 174    |

### Cronologia presenze e reti in nazionale
| Cronologia completa delle presenze e delle reti in nazionale ― Francia under 21 | Cronologia completa delle presenze e delle reti in nazionale ― Francia under 21 | Cronologia completa delle presenze e delle reti in nazionale ― Francia under 21 | Cronologia completa delle presenze e delle reti in nazionale ― Francia under 21 | Cronologia completa delle presenze e delle reti in nazionale ― Francia under 21 | Cronologia completa delle presenze e delle reti in nazionale ― Francia under 21 | Cronologia completa delle presenze e delle reti in nazionale ― Francia under 21 | Cronologia completa delle presenze e delle reti in nazionale ― Francia under 21 |
| Data                                                                            | Città                                                                           | In casa                                                                         | Risultato                                                                       | Ospiti                                                                          | Competizione                                                                    | Reti                                                                            | Note                                                                            |
| ------------------------------------------------------------------------------- | ------------------------------------------------------------------------------- | ------------------------------------------------------------------------------- | ------------------------------------------------------------------------------- | ------------------------------------------------------------------------------- | ------------------------------------------------------------------------------- | ------------------------------------------------------------------------------- | ------------------------------------------------------------------------------- |
| 28-5-2008                                                                       | Malmo                                                                           | Francia under 21                                                                | 1 – 1                                                                           | Portogallo under 21                                                             | Amichevole                                                                      | -                                                                               |                                                                                 |
| 31-5-2008                                                                       | Helsingborg                                                                     | Svezia under 21                                                                 | 1 – 1                                                                           | Francia under 21                                                                | Amichevole                                                                      | -                                                                               | 46’ 75’                                                                         |
| 12-8-2009                                                                       | Luogo non dato                                                                  | Francia under 21                                                                | 2 – 2                                                                           | Polonia under 21                                                                | Amichevole                                                                      | 1                                                                               | 46’                                                                             |
| 5-9-2009                                                                        | Velenje                                                                         | Slovenia under 21                                                               | 1 – 3                                                                           | Francia under 21                                                                | Qual. Europeo Under-21 2011                                                     | 1                                                                               | 82’                                                                             |
| 8-9-2009                                                                        | Gueugnon                                                                        | Francia under 21                                                                | 2 – 2                                                                           | Ucraina under 21                                                                | Qual. Europeo Under-21 2011                                                     | 1                                                                               |                                                                                 |
| 9-10-2009                                                                       | Attard                                                                          | Malta under 21                                                                  | 0 – 2                                                                           | Francia under 21                                                                | Qual. Europeo Under-21 2011                                                     | 1                                                                               |                                                                                 |
| 13-10-2009                                                                      | Mouscron                                                                        | Belgio under 21                                                                 | 0 – 0                                                                           | Francia under 21                                                                | Qual. Europeo Under-21 2011                                                     | -                                                                               | 60’                                                                             |
| 17-11-2009                                                                      | Reims                                                                           | Francia under 21                                                                | 1 – 0                                                                           | Slovenia under 21                                                               | Qual. Europeo Under-21 2011                                                     | -                                                                               |                                                                                 |
| 2-3-2010                                                                        | Reims                                                                           | Francia under 21                                                                | 3 – 1                                                                           | Croazia under 21                                                                | Amichevole                                                                      | 1                                                                               | 63’                                                                             |
| 20-5-2010                                                                       | Luogo non dato                                                                  | Argentina under 21                                                              | 3 – 3                                                                           | Francia under 21                                                                | Amichevole                                                                      | -                                                                               | 69’                                                                             |
| 3-9-2010                                                                        | Kiev                                                                            | Ucraina under 21                                                                | 2 – 2                                                                           | Francia under 21                                                                | Qual. Europeo Under-21 2011                                                     | -                                                                               | 62’                                                                             |
| 7-9-2010                                                                        | Amiens                                                                          | Francia under 21                                                                | 2 – 0                                                                           | Malta under 21                                                                  | Qual. Europeo Under-21 2011                                                     | -                                                                               | 46’                                                                             |
| Totale                                                                          |                                                                                 | Presenze                                                                        | 12                                                                              |                                                                                 | Reti                                                                            | 5                                                                               |                                                                                 |

## Palmarès

### Club

#### Competizioni nazionali
- Campionato tedesco di seconda divisione: 1

Colonia: 2018-2019
- Supercoppa d'Egitto: 1

Al-Ahly: 2023
- Coppa d'Egitto: 1

Al-Ahly: 2022-2023

#### Competizioni internazionali
- CAF Champions League: 2

Al-Ahly: 2023-2024